# Le Charivari

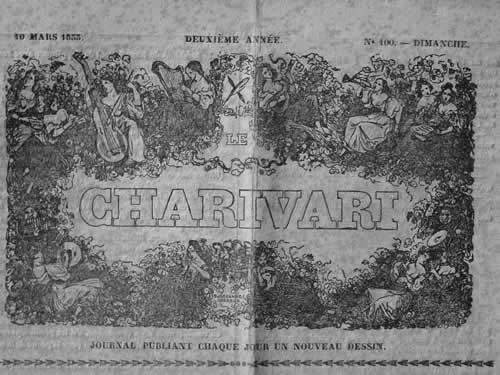
Le Charivari:
Kopf der Titelseite, 1833

Le Charivari (‚lärmende Veranstaltung‘; der Titel wird gelegentlich übersetzt mit „Das Spektakel“) war eine satirische Zeitschrift, die von 1832 bis 1937 in Paris erschien.

## Die Zeitschrift

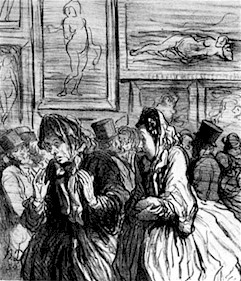
Daumier:
„Dieses Jahr wieder Nackte …, immer Nackte“ (1864)

Zwei Jahre nachdem der Karikaturist Charles Philipon die Zeitschrift La Caricature herausgebracht hatte, erschien im Dezember 1832 erstmals Le Charivari. Während La Caricature auf hochwertigerem Papier gedruckt wurde, einen größeren Blattumfang hatte und eher anti-monarchistisch ausgerichtet war, sollte die neue Zeitschrift mit höherer Auflage und unpolitischeren Themen das finanzielle Risiko des Herausgebers mindern, indem sie weniger zensuriert würde. In Le Charivari erschienen auf insgesamt vier Seiten Rezensionen, Spottbilder bekannter Persönlichkeiten und weniger brisante politische Karikaturen als im Konkurrenzblatt. Nach dem Verbot politischer Karikaturen im Jahr 1835 wurden vermehrt Satiren des täglichen Lebens publiziert. Dennoch wechselten wegen der Zensur und den damit verbundenen Bußgeldern die Besitzer mehrfach. 1864 übernahm Louis Adrien Huart die Herausgabe. Die Zeitschrift erschien bis 1926 täglich und wurde danach bis 1937 als Wochenzeitschrift fortgeführt.
Bereits am 15. Dezember 1832 veröffentlichte Le Charivari zum ersten Mal eine Zeichnung von Honoré Daumier. In mehr als vierzig Jahren folgten rund 3.900 Lithografien und Hunderte Holzstiche dieses Künstlers.
Den heute bekanntesten Artikel der Zeitschrift schrieb der Kunstkritiker Louis Leroy für die Ausgabe vom 25. April 1874: Seinen Bericht über die erste Ausstellung der Künstlervereinigung Société anonyme coopérative des artistes peintres, sculpteurs, graveurs in den Räumen des Fotografen Nadar betitelte er mit L’Exposition des Impressionnistes, abgeleitet von Claude Monets dort gezeigtem Bild Impression – Soleil levant. Leroy gelang mit diesem Artikel, der die Künstler und ihren Malstil schmähte, die Wortschöpfung Impressionismus.

## Mitarbeitende Künstler

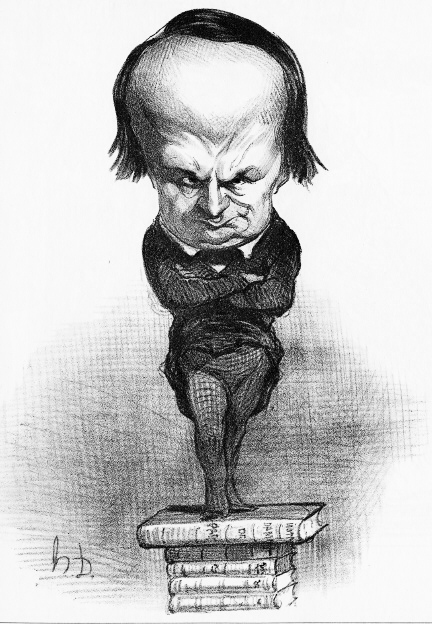
Daumier:
Victor Hugo (1849)

Durch Lithografien, Holzschnitte und (nach 1870) mit Gillotagen waren vertreten:
- Honoré Daumier
- Alexandre-Gabriel Decamps
- Achille Devéria
- Gustave Doré
- Paul Gavarni
- Grandville (Jean Ignace Isidore Gérard)
- Cham (Amédée de Noé)
- Stop (Louis Morel-Retz)
- Draner (Jules Jean Georges Renard)
- Charles-Joseph Traviès

Textbeiträge erschienen beispielsweise von:
- Albert Cler
- Louis Desnoyers
- Louis Adrien Huart
- Jaime
- Henri Rochefort
- Albert Wolff unter Pseudonym Charles Brissac

## Zeitschriften gleichen Namens
Von 1838 bis 1841 erschien eine belgische Ausgabe unter dem Namen Charivarie Belge, welche in Brüssel herausgegeben und gedruckt wurde. In den 1850er Jahren folgte dann Le Charivari – Édition Belge. Neben Honoré Daumier und anderen steuerte in Belgien auch Félicien Rops Zeichnungen zur Illustration bei.
In London erschien 1841 erstmals die Zeitschrift Punch, welche in Anspielung auf das französische Vorbild den Untertitel The London Charivari führte.
Darüber hinaus existierten noch eine Charivari de Lyon und eine deutsche Ausgabe, welche allerdings keine wirkliche Bedeutung erlangen konnten.
Von 1957 bis 1967 gab es einen Versuch erneut unter dem Namen Charivari eine Satirezeitschrift in Frankreich zu etablieren.